# ميلودي كارلسون
ميلودي كارلسون (بالإنجليزية: Melody Carlson)‏ (2 مارس 1956)؛ روائية أمريكية.